# Susanne Beck (Ägyptologin)
Susanne Beck (* 1985 in Halle (Saale)) ist eine deutsche Ägyptologin.

## Leben und Leistungen
Susanne Beck studierte von 2005 bis 2011 im ersten Hauptfach Ägyptologie sowie im zweiten Hauptfach Arabistik und Orientalische Philologie an der Universität Leipzig. Neben dem Studium war sie als studentische Hilfskraft für das Projekt Thesaurus Linguae Aegyptiae an der Sächsischen Akademie der Wissenschaften sowie für das Teilprojekt Textamulette aus Syrien und Palästina des Sonderforschungsbereiches 586 der Deutschen Forschungsgemeinschaft am Institut für alttestamentliche Wissenschaft beschäftigt. 2011 erlangte sie mit einer Arbeit zum Thema Papyrus Bodleian Ms. a 2 – Eine Sammlung koptischer alchemistischer Rezepte ihren Magister-Abschluss. Daran schloss sich ein Promotionsstudium an der Universität München an, wo sie Stipendiatin des Graduiertenkollegs Formen von Prestige in Kulturen des Altertums war. 2015 wurde Beck in München promoviert, Thema der Dissertation war Sāmānu. Ein vorderasiatischer Dämon in Ägypten. Im Sommersemester 2015 vertrat sie eine Wissenschaftliche Assistenz in München, bevor sie im Oktober des Jahres Kustodin der Ägyptischen Sammlung der Universität Tübingen wurde. Diese Tätigkeit unterbrach sie zwischen August 2019 und April 2021, um die Stelle als Curator Egyptian Written Culture am British Museum in London zu vertreten. Danach war sie bis September 2022 wieder Kustodin der ägyptologischen Unisammlung in Tübingen. Seit Oktober 2022 ist Beck daselbst Akademische Rätin, ihre Nachfolge als Kustodin trat Carolina Teotino an.
Beck hat ihre Forschungsschwerpunkte in der altägyptischen Medizin und Magie beziehungsweise der Dämonologie, beim Transfer und Austausch zwischen dem Vorderen Orient und Altägypten sowie in der Museologie.

## Publikationen
Monografien
- Sāmānu. Ein vorderasiatischer Dämon in Ägypten (= Ägypten und Altes Testament. Band 83). Ugarit-Verlag, Münster 2015, ISBN 978-3-86835-173-6-
- Exorcism, Illness and Demons in a Near Eastern Context. Papyrus Leiden I 343 + 345 (= Papers on Archaeology of the Leiden Museum of Antiquities (PALMA) Egyptology. Band 18). Sidestone Press, Leiden 2018, ISBN 978-90-8890-540-7 (Hardcover), ISBN 978-90-8890-539-1 (Paperback).
- Der magisch-hymnische Text des Papyrus AMS 23b (pLeiden I 347) und der falkenköpfige Krokodilgott Horus imi-Schenut (= Ägyptologische Abhandlungen. Band 84). Harrassowitz Verlag, Wiesbaden 2023, ISBN 978-3-447-11990-0 (Print), ISBN 978-3-447-39383-6 (E-Book).

Herausgeberschaften
- mit Burkhard Backes, I-Ting Liao, Henrike Simon und Alexandra Verbovsek: Gebauter Raum: Architektur – Landschaft – Mensch. Beiträge des Fünften Münchner Arbeitskreises Junge Aegyptologie (MAJA 5), 12.12. bis 14.12.2014 (= Göttinger Orientforschungen, Reihe 4: Ägypten. Band 62). Harrassowitz Verlag, Wiesbaden 2016, ISBN 978-3-447-10632-0 (Print), ISBN 978-3-447-19536-2 (E-Book).
- mit Burkhard Backes und Alexandra Verbovsek: Interkulturalität: Kontakt – Konflikt – Konzeptualisierung. Beiträge des Sechsten Berliner Arbeitskreises Junge Aegyptologie (BAJA 6), 13.11.-15.11.2015 (= Göttinger Orientforschungen, Reihe 4: Ägypten. Band 63). Harrassowitz Wiesbaden 2017, ISBN 978-3-447-10859-1 (Print), ISBN 978-3-447-19663-5 (E-Book, 2018).